# N.P.L. Dahl
Niels Peter Lorentsen Dahl (1. oktober 1869 i Sønder Bjert ved Kolding – 7. maj 1936 i Hellerup) var en dansk sognepræst, politiker og kirkeminister.
Han var valgt til Folketinget for socialdemokraterne i Præstø Amts 5. valgkreds (Vordingborg) 20. maj 1913-22. april 1918 og landstingsmand for 2. kreds 11. maj 1918-7. maj 1936. Som kirkeminister gennemførte han bl.a. en større sognereform i København, som gjorde, at Christiansborg Slotskirke mistede sin status som hofkirke og herefter blev gjort til sognekirke i et nyoprettet sogn.
Han blev student fra Aarhus Katedralskole og cand. theol. 1896. Han blev året efter ansat som kateket ved Vor Frelsers Kirke i København, sognepræst i Brande 1899 og i Sædder ved Køge 1907-24.
Han var kirkeminister i Ministeriet Thorvald Stauning I (1924-1926) og til rekonstruktionen af Ministeriet Thorvald Stauning II (1929-1935) den 4. november 1935.